# Mendel Grossmann
Pour les articles homonymes, voir Grossmann.
Mendel Grossmann, ou Mendel Grosman, né le 27 juin 1913 à Staszów et mort le 30 avril 1945, était un photographe juif polonais qui a vécu dans le ghetto de Łódź (la ville de Łódź était nommée en allemand Litzmannstadt) en Pologne. Il est l'auteur de nombreuses photographies prises dans le ghetto.

## Œuvre photographique

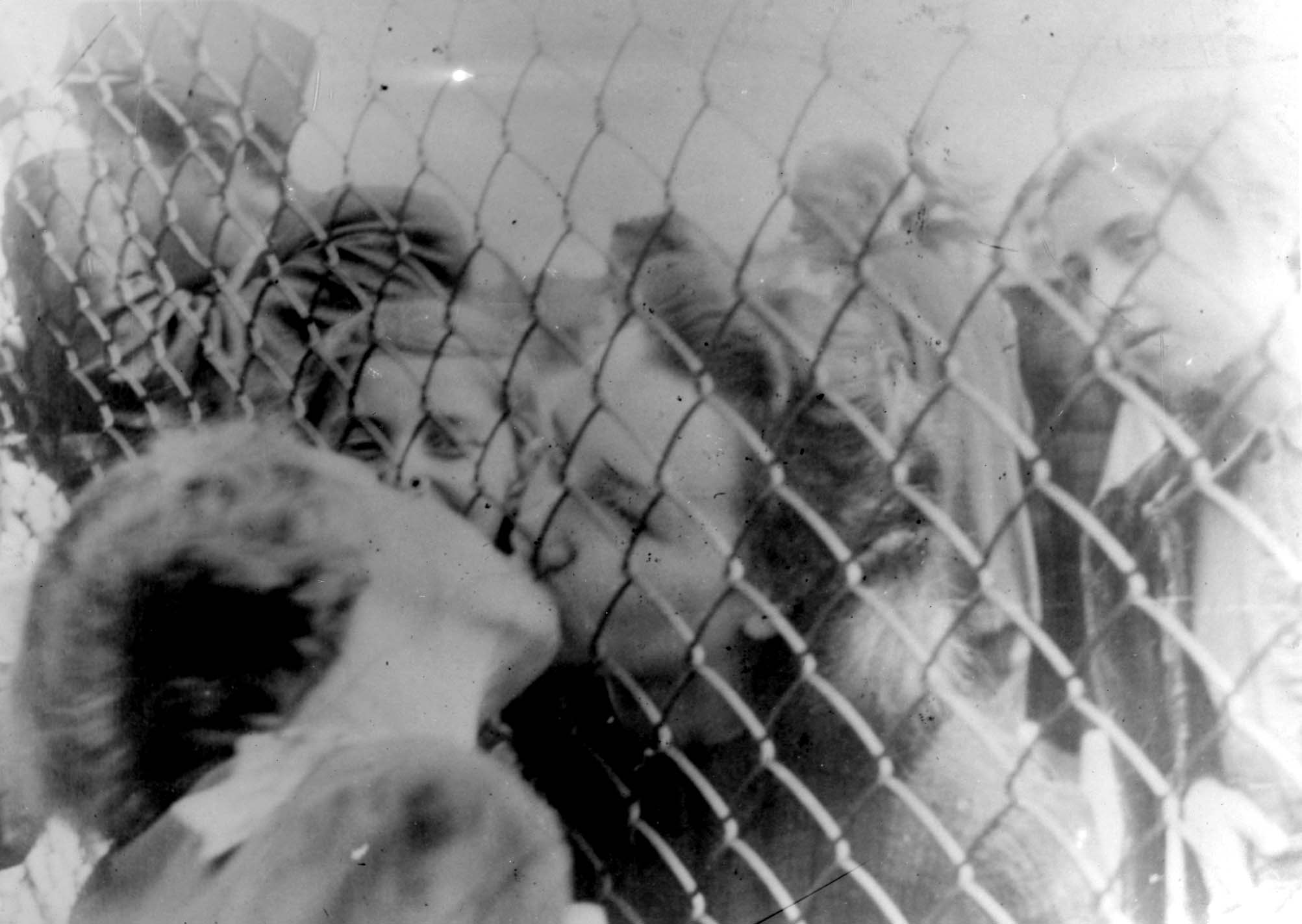
Ghetto de Lodz.

Mendel Grossmann a caché son appareil photographique sous son imperméable et a pris de nombreux clichés de la vie quotidienne dans le ghetto.
Il continue à prendre des photos lors de sa déportation au camp de Königs-Wusterhausen (KZ-Außenlager Königs Wusterhausen (de)). Il y décède en 1945.
Après la Seconde Guerre mondiale, les négatifs de ses prises de vues sont découverts et publiés dans With a Camera in the Ghetto.